# Controversias sobre el trastorno por déficit de atención con hiperactividad

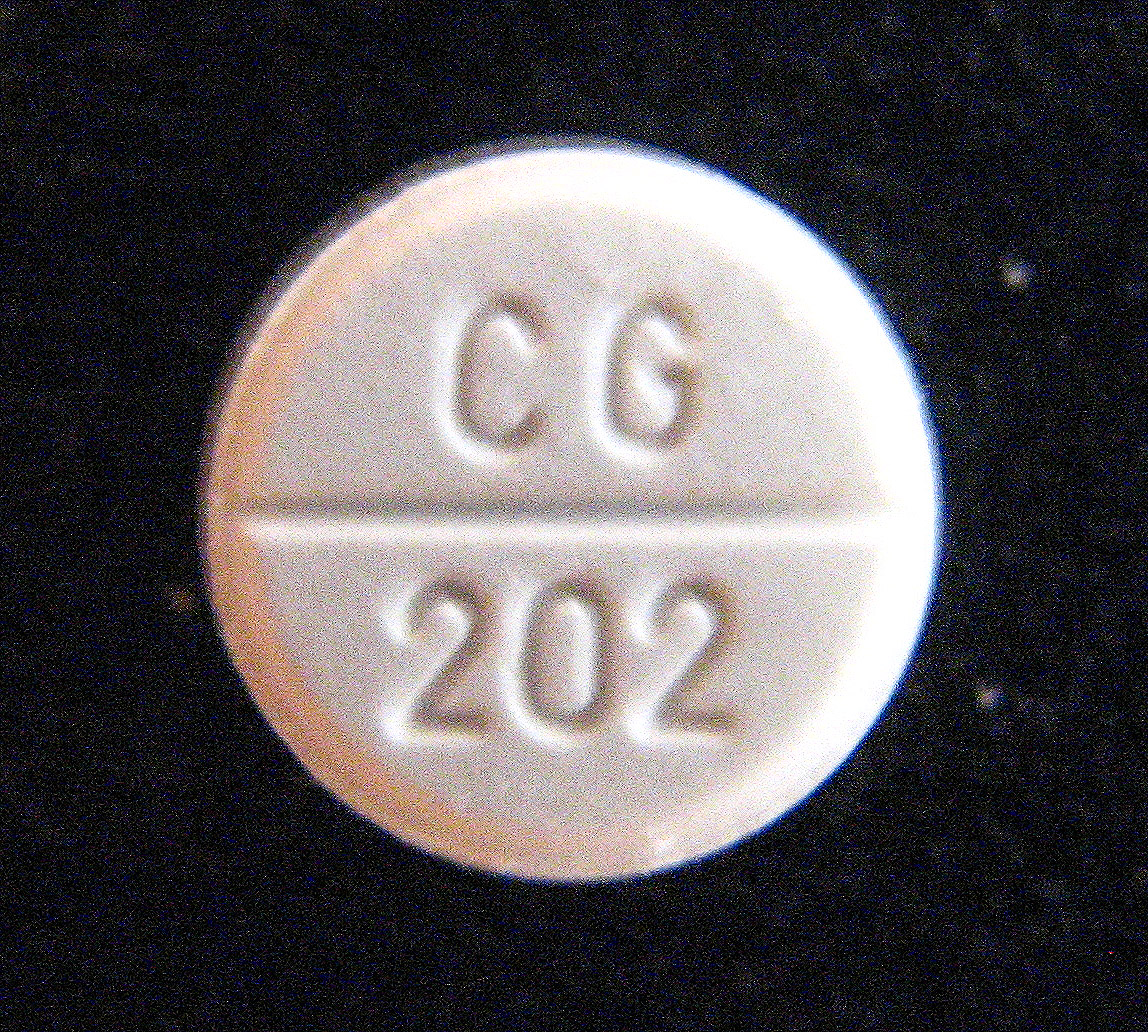
A pesar de su seguridad y eficacia en el tratamiento de los síntomas del TDAH, el uso de metilfenidato y otros medicamentos estimulantes es con frecuencia un tema de controversia pública.

Desde los años 70 han existido controversias sobre el trastorno por déficit de atención con hiperactividad (TDAH), su diagnóstico y su tratamiento, a pesar de su naturaleza científicamente bien establecida.
Las controversias implican a médicos, profesores, responsables políticos, padres y medios de comunicación. Las posturas van desde la opinión de que el TDAH se encuentra dentro del rango normal de comportamiento hasta la hipótesis de que el TDAH es una afección genética. Otras áreas de controversia incluyen el uso de medicamentos estimulantes en niños, el método de diagnóstico y la posibilidad de sobrediagnóstico. El National Institute for Health and Care Excellence, aunque reconoce la controversia, declaró en 2009 que los tratamientos y métodos de diagnóstico actuales se basan en la opinión dominante de la literatura académica.
Dado que las tasas de diagnóstico difieren entre países, estados dentro de un mismo país, razas y etnias, algunos sospechan que en el diagnóstico intervienen otros factores además de la presencia de los síntomas del TDAH, aunque la prevalencia del TDAH es constante a nivel internacional.
Algunos sociólogos consideran que el TDAH es un ejemplo de la medicalización de la conducta desviada, es decir, de convertir en médico un problema que antes no era médico: el rendimiento escolar. La mayoría de los profesionales de la salud aceptan el TDAH como un trastorno genuino, al menos en el pequeño número de personas con síntomas graves. Entre los profesionales de la salud, el debate se centra principalmente en el diagnóstico y el tratamiento en el número mucho mayor de personas con síntomas leves.

## Condición de trastorno
Según el Manual diagnóstico y estadístico de los trastornos mentales, quinta edición (Diagnostic and Statistical Manual of Mental Disorders, Fifth Edition; DSM-5), la principal autoridad en EE. UU. en materia de diagnóstico clínico, el TDAH es un trastorno del desarrollo neurológico con una tasa de prevalencia en la mayoría de las culturas de alrededor del 5% en niños y del 2,5% en adultos. Hoy en día, la existencia del TDAH está ampliamente aceptada, pero la controversia en torno al trastorno existe al menos desde los años 70.
Según el DSM-5, los síntomas deben estar presentes antes de los 12 años, pero no es infrecuente que el TDAH continúe en la edad adulta. En ocasiones, padres y educadores siguen cuestionando la percepción de un diagnóstico excesivo en niños debido a la superposición de síntomas con otras discapacidades mentales y a la eficacia de las opciones de tratamiento, especialmente la prescripción excesiva de medicamentos estimulantes. Sin embargo, según el profesor de sociología Vincent Parrillo, "los grupos de padres y consumidores, tales como los Niños y Adultos con Trastorno por Déficit de Atención con Hiperactividad (Children and Adults with Attention Deficit Hyperactivity Disorder, CHADD) tienden a apoyar la perspectiva médica del TDAH".
En 2009, la Sociedad Británica de Psicología y el Colegio Real de Psiquiatras, en colaboración con el Instituto Nacional para la Calidad de la Sanidad y de la Asistencia (National Institute for Health and Care Excellence, NICE), publicaron un conjunto de directrices de diagnóstico y tratamiento para el TDAH. Estas directrices analizaron los estudios de Ford y otros, según los cuales el 3,6% de los niños y el 0,85% de las niñas de Gran Bretaña cumplían los requisitos para ser diagnosticados de TDAH según los criterios del DSM-IV estadounidense. Las directrices afirman que la prevalencia desciende al 1,5% cuando se utilizan los criterios más estrictos para el diagnóstico del trastorno hipercinético de la CIE-10, utilizados principalmente en Europa.
Una revisión sistemática de la literatura realizada en 2007 halló que la prevalencia mundial del TDAH era del 5,29%, y que no había diferencias significativas en las tasas de prevalencia entre Norteamérica y Europa. La revisión sí halló diferencias entre las tasas de prevalencia de Norteamérica y las de África y Oriente Medio, pero advirtió que esto podía deberse al escaso número de estudios disponibles de esas regiones.

## Causas
La patogénesis del TDAH no está del todo clara, sin embargo, un gran número de pruebas científicas apoyan que está causado por una compleja mezcla de factores genéticos, ambientales prenatales y postnatales tempranos.

### TDAH como diferencia biológica
Grandes investigaciones de alta calidad han hallado pequeñas diferencias en el cerebro entre pacientes con TDAH y sin TDAH. Jonathan Leo y David Cohen, críticos que rechazan la caracterización del TDAH como trastorno, sostuvieron en 2003 y 2004 que los controles del uso de medicación estimulante eran inadecuados en algunos estudios de volumetría lobar, lo que hace imposible determinar si el TDAH en sí o la medicación psicotrópica utilizada para tratar el TDAH es responsable de la disminución del grosor observada en ciertas regiones cerebrales. En su opinión, muchos estudios de neuroimagen se simplifican en exceso tanto en el discurso popular como en el científico y se les da una importancia indebida a pesar de las deficiencias en la metodología experimental Muchos estudios y metaanálisis han demostrado diferencias en múltiples aspectos de la estructura y la función cerebrales
El TDAH es altamente hereditario: los estudios de gemelos sugieren que la genética explica entre el 70 y el 80 por ciento de la variación del TDAH. También hay pruebas sólidas que apoyan las interacciones genético-ambientales con algunos factores ambientales fetales y postnatales tempranos. Sin embargo, algunos han cuestionado la existencia de una conexión genética, ya que no se ha encontrado un único gen, lo que se conoce como el problema de la heredabilidad ausente, que el TDAH comparte con muchos otros rasgos hereditarios humanos, como la esquizofrenia. En 2000, el Dr. Joseph Glenmullen afirmó que "ninguna afirmación de la existencia de un gen para un trastorno psiquiátrico ha superado la prueba del tiempo, a pesar de la desinformación popular. Aunque existen muchas teorías, no hay una etiología biológica, neurológica o genética definitiva para la 'enfermedad mental'." Los autores de una revisión de la etiología del TDAH en 2004 señalaron: "Aunque varias búsquedas de genoma completo han identificado regiones cromosómicas que se predice que contienen genes que contribuyen a la susceptibilidad al TDAH, hasta la fecha no se ha identificado ningún gen único con una contribución importante al TDAH." Sin embargo, varios estudios y revisiones de gran tamaño proporcionan un fuerte apoyo a que el TDAH es poligénico en la mayoría de los casos, causado por una compleja interacción entre múltiples genes - no existe un único gen que causaría la mayoría de los casos de TDAH.

### Teoría de la construcción social
Algunas teorías construccionistas sociales del TDAH rechazan el consenso médico dominante de que el TDAH tiene una fisiopatología distinta y componentes genéticos. Los síntomas del TDAH también resultan ser atributos moralmente cuestionables, de ahí que los síntomas se describan como inapropiados. Muchos construccionistas sociales cuestionan de forma mordaz las visiones deterministas del comportamiento, como las que a veces se plantean en la psicología conductual/anormal y en las ciencias biológicas. Se han planteado inquietudes sobre el umbral a partir del cual se patologizan los síntomas, y hasta qué punto las construcciones sociales en torno a los síntomas y el diagnóstico del TDAH pueden diferir entre culturas. La teoría de la construcción social del TDAH sostiene que el trastorno por déficit de atención con hiperactividad no es necesariamente una patología real, sino que el diagnóstico de TDAH es una explicación construida socialmente para describir comportamientos que simplemente no cumplen las normas sociales prescritas.
Algunos defensores de la teoría del constructo social del TDAH parecen considerar que se trata de un trastorno genuino, aunque sobrediagnosticado en algunas culturas. Estos defensores citan como prueba que el DSM IV, preferido en Estados Unidos para definir y diagnosticar las enfermedades mentales, llega a niveles de TDAH tres o cuatro veces superiores a los criterios de la CIE 10, la guía diagnóstica preferida por la Organización Mundial de la Salud. Un popular defensor de esta teoría, Thomas Szasz, ha argumentado que el TDAH fue "inventado y no descubierto".
Los psiquiatras Peter Breggin y Sami Timimi se oponen a patologizar los síntomas del TDAH. Sami Timimi, psiquiatra de niños y adolescentes del NHS, sostiene que el TDAH no es un trastorno objetivo, sino que la sociedad occidental crea estrés en las familias, lo que a su vez sugiere causas ambientales para que los niños expresen los síntomas del TDAH. También creen que los padres que sienten que han fracasado en sus responsabilidades como padres pueden utilizar la etiqueta TDAH para absolver la culpa y la autoculpabilidad. La opinión de Timimi ha sido muy criticada por Russell Barkley y otros muchos expertos, por utilizar citas selectivas y fuentes cuestionables.
Un argumento común contra el modelo médico del TDAH afirma que, si bien los rasgos que definen el TDAH existen y pueden medirse, se encuentran dentro del espectro del comportamiento humano normal y saludable, y no son disfuncionales. Como dice Thomas Szasz, todas las personas tienen problemas y dificultades que deberían categorizarse como "problemas de la vida", no como enfermedades o trastornos mentales. Sin embargo, por definición, para diagnosticar un trastorno mental, debe interpretarse que los síntomas causan angustia a la persona o que son especialmente desadaptativos En Estados Unidos, el Manual diagnóstico y estadístico (DSM-IV) exige que "se presente alguna alteración derivada de los síntomas en dos o más contextos" y que "debe haber pruebas claras de una alteración significativa en el funcionamiento social, escolar o laboral" para que se diagnostique el TDAH.
Desde este punto de vista, en las sociedades en las que la pasividad y el orden están muy valorados, los que se encuentran en el extremo activo del espectro activo-pasivo pueden ser vistos como problemas. Definir médicamente su comportamiento (mediante etiquetas médicas como TDAH) sirve para quitar la culpa a los causantes del problema. Sin embargo, los puntos de vista estrictos de las construcciones sociales son controvertidos, debido a una serie de estudios que citan diferencias psicológicas y sociales significativas entre los diagnosticados con el trastorno y los que no lo están. Las razones específicas de estas diferencias no son seguras, y esto no sugiere otra cosa que una diferencia de comportamiento. Los estudios también han mostrado diferencias neurológicas, pero se desconoce si esto significa un efecto más que una causa. Estas diferencias también podrían atribuirse a los fármacos que se recetan habitualmente a las personas con este trastorno. Los estudios también han podido diferenciar el TDAH de otros trastornos psiquiátricos en sus síntomas, características asociadas, curso vital y comorbilidad.
Gerald Coles, psicólogo educativo y antiguo profesor asociado de psiquiatría clínica en la Facultad de Medicina Robert Wood Johnson y en la Universidad de Rochester, que ha escrito mucho sobre la alfabetización y los problemas de aprendizaje, afirma que hay agendas partidistas detrás de los responsables de la política educativa y que las investigaciones científicas que utilizan para apoyar sus argumentos sobre la enseñanza de la alfabetización son erróneas. Entre ellos figura la idea de que existen explicaciones neurológicas para los problemas de aprendizaje. Gerald Coles sostiene que el fracaso escolar debe considerarse y tratarse en el contexto tanto del entorno de aprendizaje como de las capacidades individuales del niño, su comportamiento, su vida familiar y sus relaciones sociales. A continuación, presenta un nuevo modelo de problemas de aprendizaje, en el que los entornos familiar y escolar son los principales determinantes del éxito académico. En este paradigma interactivo, las actitudes y los métodos educativos son más importantes que los puntos fuertes o los déficits inherentes al niño.

## Diagnóstico

### Métodos de diagnóstico
Desde principios de la década de 2000, se están llevando a cabo investigaciones sobre el funcionamiento del cerebro para ayudar a apoyar la idea de que el Trastorno por Déficit de Atención e Hiperactividad es un problema de disfunción ejecutiva. Los cerebros de hombres y mujeres están mostrando diferencias, lo que potencialmente podría ayudar a explicar por qué el TDAH se presenta de manera diferente en niños y niñas. El método actual de diagnóstico utilizado es el DSM-5, junto con un posible examen físico y visual.

### Sobrediagnóstico e infradiagnóstico
El sobrediagnóstico suele referirse al fenómeno de niños sin TDAH a los que sistemáticamente se diagnostica erróneamente TDAH. Estos casos se denominan falsos positivos. Sin embargo, "la presencia de falsos positivos por sí sola no indica sobrediagnóstico". Puede haber indicios de sobrediagnóstico si se muestran inexactitudes de forma sistemática en las tasas de prevalencia aceptadas o en el propio proceso de diagnóstico. "Para que el TDA/H esté sobrediagnosticado, la tasa de falsos positivos (es decir, niños diagnosticados inadecuadamente con TDA/H) debe exceder sustancialmente el número de falsos negativos (niños con TDA/H que no son identificados o diagnosticados)". Los niños de 8 a 15 años que vivían en la comunidad indicaron una tasa de prevalencia del TDA/H del 7,8%. Sin embargo, sólo el 48% de la muestra de TDAH había recibido algún tipo de atención de salud mental en los últimos 12 meses.
También existen pruebas de posibles diferencias de raza y etnia en la prevalencia del TDAH. Algunos creen que esto puede deberse a diferentes percepciones de lo que se considera comportamiento perturbador, falta de atención e hiperactividad.
Se argumenta que el sobrediagnóstico se da más en comunidades acomodadas o más homogéneas, mientras que el infradiagnóstico se da con más frecuencia en comunidades más pobres y minoritarias debido a la falta de recursos y de acceso económico. Las personas sin seguro médico tienen menos probabilidades de ser diagnosticadas de TDAH. Además, se cree que la "distribución del diagnóstico de TDAH sigue líneas socioeconómicas", según la cantidad de riqueza dentro de un vecindario. Por lo tanto, la dificultad de aplicar directrices nacionales generales a contextos localizados y específicos, como cuando no se dispone de derivación, se carece de recursos o el paciente no tiene seguro, puede contribuir a que se establezca un diagnóstico erróneo de TDAH.
El desarrollo también puede influir en la percepción de los síntomas relevantes del TDAH. El TDAH se considera un trastorno crónico que se desarrolla en la infancia y continúa en la edad adulta. Sin embargo, algunas investigaciones muestran una disminución de los síntomas del TDAH a medida que los niños crecen y maduran hacia la edad adulta. A medida que los niños pasan a la etapa de la adolescencia, los informadores más habituales de los síntomas del TDAH, padres y profesores, tienden a centrarse en los comportamientos que afectan al rendimiento académico. Algunas investigaciones han demostrado que los síntomas primarios del TDAH eran fuertes discriminadores en las calificaciones de los padres, pero diferían para grupos de edad específicos. La hiperactividad era un discriminador más fuerte del TDA/H en los niños, mientras que la falta de atención era un discriminador más fuerte en los adolescentes.
Los problemas de comorbilidad son otra posible explicación a favor del argumento del sobrediagnóstico. Hasta el 75% de los niños diagnosticados de TDAH cumplen los criterios de algún otro diagnóstico psiquiátrico. Entre los niños diagnosticados de TDAH, entre el 25% y el 30% presentan trastornos de ansiedad, entre el 9% y el 32% depresión, entre el 45% y el 84% trastorno negativista desafiante y entre el 44% y el 55% de los adolescentes trastorno de conducta. Entre el 20% y el 40% de los niños con TDAH presentan trastornos del aprendizaje.
Otra posible explicación del sobrediagnóstico del TDAH es el "efecto de la edad relativa", que se aplica a niños de ambos sexos. Los niños más pequeños tienen más probabilidades de recibir un diagnóstico inadecuado de TDAH y de ser tratados con medicación que sus compañeros mayores del mismo curso. Los niños que tienen casi un año menos suelen parecer más inmaduros que sus compañeros, lo que influye tanto en su rendimiento académico como deportivo.
También se ha debatido sobre el infradiagnóstico, o el dar un "falso negativo", específicamente en la literatura relativa al TDAH entre adultos, niñas y comunidades desfavorecidas. Se calcula que, en la población adulta, las tasas de TDAH se sitúan entre el 4 % y el 6 %. Sin embargo, tan sólo el 11 % de estos adultos con TDAH reciben realmente una evaluación, y mucho menos algún tipo de tratamiento. Entre el 30 % y el 70 % de los niños con TDAH presentan al menos un síntoma de TDAH en la edad adulta, y entre el 30 % y el 50 % siguen cumpliendo los criterios diagnósticos del TDAH.
La investigación sobre las diferencias de género también revela un argumento a favor del infradiagnóstico del TDAH entre las chicas. La proporción entre hombres y mujeres es de 4:1, y el 92% de las niñas con TDAH reciben un diagnóstico de subtipo principalmente inatento. Esta diferencia de género puede explicarse, para la mayoría, por las diferentes formas en que los niños y las niñas expresan los síntomas de este trastorno en particular. Por lo general, las mujeres con TDAH exhiben menos conductas perturbadoras y más conductas internalizadoras. Las niñas tienden a mostrar menos problemas de conducta, presentan menos comportamientos agresivos, son menos impulsivas y menos hiperactivas que los niños diagnosticados de TDAH. Estos patrones de comportamiento son menos propensos a perturbar el aula o el entorno familiar, lo que permite a los padres y profesores pasar por alto o descuidar fácilmente la presencia de un problema potencial. Los criterios de diagnóstico actuales parecen estar más orientados a los hombres que a las mujeres, y las características del TDAH de los hombres han sido sobrerrepresentadas. Esto deja a muchas mujeres y niñas con TDAH desatendidas.
Como ya se ha dicho, también se cree que el infradiagnóstico se da en comunidades más desfavorecidas. Estas comunidades suelen ser más pobres y en ellas habitan más minorías. Más del 50% de los niños con necesidades de salud mental no reciben evaluación ni tratamiento. El acceso a los servicios y recursos de salud mental difiere en función de una amplia gama de factores, como "el sexo, la edad, la raza o etnia y el seguro médico". Por lo tanto, es posible que los niños que merecen un diagnóstico de TDAH nunca reciban esta confirmación y no estén identificados ni representados en las tasas de prevalencia.
En 2005, el 82% de los profesores de Estados Unidos consideraba que el TDAH estaba sobrediagnosticado, mientras que el 3% lo consideraba infradiagnosticado. En China, el 19% de los profesores consideraba que el TDAH estaba sobrediagnosticado, mientras que el 57% lo consideraba infradiagnosticado.
La Sociedad Británica de Psicología afirmó en un informe de 1997 que los médicos y psiquiatras no deberían seguir el ejemplo estadounidense de aplicar etiquetas médicas a una variedad tan amplia de trastornos relacionados con la atención: "La idea de que los niños que no atienden o que no se quedan quietos en la escuela padecen un trastorno mental no es aceptada por la mayoría de los clínicos británicos." El NICE, en colaboración con otros, publica directrices para el diagnóstico y el tratamiento del TDAH. La última actualización se publicó en 2019.
Se han observado notables diferencias en los patrones de diagnóstico de los nacidos en edad escolar. Los nacidos relativamente antes de la edad de inicio de la escolarización que otros en un entorno escolar tienen más probabilidades de ser diagnosticados de TDAH. Los niños nacidos en diciembre, cuando la edad de inicio de la escolaridad era el 31 de diciembre, tenían un 30% más de probabilidades de ser diagnosticados y un 41% más de recibir tratamiento que los nacidos en enero. Las niñas nacidas en diciembre tenían un porcentaje de diagnóstico del 70% y de tratamiento del 77% más que las nacidas el mes siguiente. Los niños nacidos en los 3 últimos días de un año natural presentaban niveles significativamente más altos de diagnóstico y tratamiento del TDAH que los nacidos en los 3 primeros días de un año natural. Los estudios sugieren que el diagnóstico del TDAH es propenso al análisis subjetivo.

## Tratamiento
Las recomendaciones para el tratamiento del TDAH varían según el país y, por lo general, implican alguna combinación de asesoramiento, cambios en el estilo de vida y medicación. Las directrices británicas sólo recomiendan la medicación como tratamiento de primera línea en niños con síntomas graves y que se considere su uso en aquellos con síntomas moderados que rechacen o no mejoren con el asesoramiento. Las directrices canadienses y estadounidenses recomiendan el uso conjunto de medicación y terapia conductual como tratamiento de primera línea, excepto en niños en edad preescolar.

### Estimulantes
El Instituto Nacional de Salud Mental recomienda los estimulantes para el tratamiento del TDAH y afirma que, "bajo supervisión médica, los medicamentos estimulantes se consideran seguros". Una revisión de 2007 de las clases de fármacos no halló pruebas de diferencias en la eficacia o los efectos secundarios de los estimulantes prescritos habitualmente.
Entre 1993 y 2003, el uso mundial de medicamentos para tratar el TDAH casi se triplicó. La mayoría de los medicamentos para el TDAH se recetan en Estados Unidos. En la década de 1990, Estados Unidos representaba el 90% del uso mundial de estimulantes como el metilfenidato y la dextroanfetamina. A principios de la década de 2000, este porcentaje se había reducido al 80% debido al aumento del consumo en otros países. En 2003, los médicos del Reino Unido recetaban aproximadamente una décima parte de la cantidad per cápita de metilfenidato utilizada en EE. UU., mientras que Francia e Italia representaban aproximadamente una vigésima parte del consumo de estimulantes en EE. UU. Sin embargo, el Informe Mundial sobre las Drogas de 2006, publicado por la Oficina de las Naciones Unidas contra la Droga y el Delito, indicaba que EE. UU. constituía sólo el 17% del mercado mundial de dextroanfetamina y afirmaba que a principios de la década de 2000 el consumo de anfetaminas estaba "muy extendido en Europa".
En 1999, un estudio realizado con 1.285 niños y sus padres en cuatro comunidades de EE. UU. ha demostrado que el 12,5% de los niños que cumplían los criterios del TDAH habían sido tratados con estimulantes durante los 12 meses anteriores. En mayo de 2000, el testimonio del subdirector de la DEA, Terrance Woodworth, ha demostrado que la cuota de Ritalin aumentó de 1.768 kg en 1990 a 14.957 kg en 2000. Además, IMS Health también reveló que el número de recetas de Adderall había aumentado de 1,3 millones en 1996 a casi 6 millones en 1999.

#### Efectos adversos
Algunos padres y profesionales han planteado dudas sobre los efectos secundarios de los fármacos y su uso a largo plazo. Los estudios de resonancia magnética sugieren que el tratamiento a largo plazo con anfetamina o metilfenidato disminuye las anomalías en la estructura y función cerebrales encontradas en sujetos con TDAH, y mejora la función del núcleo caudado derecho. El 9 de febrero de 2006, la Administración de Alimentos y Medicamentos de EE. UU. (USFDA) votó a favor de recomendar una advertencia de "recuadro negro" que describiera los riesgos cardiovasculares de los fármacos utilizados para tratar el TDAH(6. Posteriormente, la USFDA encargó estudios en los que se descubrió que, en niños, jóvenes y adultos, no existe relación entre los acontecimientos cardiovasculares adversos graves (muerte súbita, infarto de miocardio y accidente cerebrovascular) y el uso médico de anfetamina u otros estimulantes para el TDAH.
Los efectos de la anfetamina y el metilfenidato en la regulación génica dependen tanto de la dosis como de la vía de administración. La mayor parte de la investigación sobre la regulación génica y la adicción se basa en estudios con animales con administración intravenosa de anfetamina en dosis muy altas. Los pocos estudios que han utilizado dosis terapéuticas humanas equivalentes (ajustadas al peso) y administración oral muestran que estos cambios, si se producen, son relativamente menores. Se desconocen los efectos a largo plazo del consumo crónico de metilfenidato en el cerebro en desarrollo y en los trastornos mentales en etapas posteriores de la vida. A pesar de ello, entre el 0,51% y el 1,23% de los niños de entre 2 y 6 años toman estimulantes en Estados Unidos. Los fármacos estimulantes no están aprobados para este grupo de edad.
En los individuos que experimentan aumentos de peso y estatura por debajo de lo normal durante el tratamiento con estimulantes, se espera que se produzca un rebote a los niveles normales si el tratamiento con estimulantes se interrumpe brevemente. La reducción media de la estatura final adulta por el tratamiento continuo con estimulantes durante un periodo de 3 años es de 2 cm. Las anfetaminas duplican el riesgo de psicosis en comparación con el metilfenidato en pacientes con TDA.

#### Eficacia
Las revisiones de la investigación clínica sobre estimulantes han establecido la seguridad y eficacia del uso a largo plazo de anfetaminas para el TDAH. Una revisión de datos probatorios señaló los hallazgos de un ensayo controlado aleatorizado del tratamiento con anfetaminas para el TDAH en niños suecos después de 9 meses de uso de anfetaminas. Durante el tratamiento, los niños experimentaron mejorías en la atención, las conductas perturbadoras y la hiperactividad, y un cambio promedio de +4,5 en el coeficiente intelectual. Se observó que la población del estudio tenía una tasa alta de trastornos comórbidos asociados con el TDAH y se sugirió que otros ensayos de anfetaminas a largo plazo en personas con menos trastornos asociados podrían encontrar mayores mejorías funcionales.
Una revisión de 2008 halló que el uso de estimulantes mejoraba las calificaciones de los profesores y los padres sobre el comportamiento; sin embargo, no mejoraba el rendimiento académico. La misma revisión también indica un retraso del crecimiento en los niños medicados de forma constante durante tres años, en comparación con los niños no medicados del estudio. El tratamiento intensivo durante 14 meses no tiene ningún efecto sobre los resultados a largo plazo 8 años después. No se han hallado diferencias significativas entre los distintos fármacos en cuanto a eficacia o efectos secundarios.

#### No adherencia al tratamiento y aceptabilidad
Las tasas de interrupción del tratamiento son más altas que las tasas de pacientes con TDAH que no reciben ningún tratamiento; pocos estudios presentan pruebas de que la adherencia al tratamiento del TDAH se produce en tasas altas con baja aceptabilidad. Una revisión bibliográfica sobre estudios empíricos de 1997 a 2014 reveló una falta de investigación sobre la falta de adherencia en adultos; sin embargo, existe un gran cuerpo de investigación sobre niños y adolescentes que interrumpen el tratamiento. Algunas de las razones comunes para interrumpir el tratamiento incluyen la idea de que no es necesario o no reduce los síntomas del TDAH, así como los efectos adversos del fármaco informados, como pérdida de peso y apetito, dificultades para dormir, combinados con otras afecciones diagnosticadas médicamente.
Las investigaciones han demostrado que es posible mejorar la adherencia y la aceptabilidad con opciones de tratamiento accesibles y cómodas basadas en la comunidad. Algunas escuelas de Estados Unidos han intentado hacer obligatorio que los niños hiperactivos reciban un tratamiento basado en medicación para poder asistir a clase; sin embargo, el Senado de Estados Unidos aprobó un proyecto de ley en 2005 contra esta práctica.

#### Potencial de uso indebido
En Estados Unidos, los estimulantes utilizados para tratar el TDAH están clasificados como sustancias controladas de la Lista II.
Ha habido controversia sobre si el metilfenidato, también conocido como Ritalin, es tan comúnmente abusado como otros estimulantes, con muchos proponiendo que su tasa de abuso es mucho menor que la de otros estimulantes. Sin embargo, la mayoría de los estudios que han evaluado su potencial de abuso han determinado que tiene un potencial de abuso similar al de la cocaína y la d-anfetamina.
Tanto los niños con TDAH como los que no lo padecen abusan de los estimulantes, siendo los individuos con TDAH los que corren un mayor riesgo de abusar o desviar sus recetas de estimulantes. Entre el 16 y el 29 por ciento de los estudiantes a los que se prescriben estimulantes afirman desviar sus recetas. Entre el 5 y el 9 por ciento de los niños de primaria y secundaria y entre el 5 y el 35 por ciento de los estudiantes universitarios han consumido estimulantes no recetados. La motivación más frecuente es concentrarse, mejorar el estado de alerta, colocarse o experimentar. Los pacientes pueden revender los medicamentos estimulantes como drogas recreativas, y algunos estudiantes sin TDAH utilizan el metilfenidato (Ritalin) como ayuda para estudiar.
El consumo de estimulantes sin receta médica entre los estudiantes estadounidenses es elevado. Un estudio de 2003 descubrió que el consumo sin receta en el último año por parte de estudiantes universitarios en EE. UU. era del 4,1%. Un metaanálisis de 2008 descubrió tasas aún más altas de consumo de estimulantes sin receta. Se descubrió que entre el 5% y el 9% de los niños de primaria y secundaria y entre el 5% y el 35% de los estudiantes universitarios habían consumido un estimulante no recetado en el último año.
En 2009, el 8% de los jugadores de las Grandes Ligas de Béisbol de Estados Unidos habían sido diagnosticados de TDAH, lo que hace que el trastorno sea especialmente común entre esta población. El aumento coincidió con la prohibición de los estimulantes por parte de la Liga en 2006, lo que suscitó la preocupación de que algunos jugadores estuvieran imitando o falsificando los síntomas o la historia del TDAH para eludir la prohibición del uso de estimulantes en el deporte.

### Papel y opiniones de la Cienciología
Un artículo de Los Angeles Times afirmaba que "el revuelo en torno al Ritalin fue provocado casi en solitario por el movimiento de la Cienciología". El Ritalin es un medicamento estimulante común. La Comisión de Ciudadanos por los Derechos Humanos, un grupo antipsiquiatría formado por cienciólogos en 1969, llevó a cabo una importante campaña contra el Ritalin en la década de 1980 y presionó al Congreso de EE. UU. para que investigara el Ritalin. Las publicaciones de la Cienciología afirmaban que el "verdadero objetivo de la campaña" era "la propia profesión psiquiátrica" y afirmaban que la campaña "consiguió una amplia aceptación del hecho de que (la comisión) [sic] y los cienciólogos son los que efectivamente están haciendo algo sobre... la medicación psiquiátrica".

## Conflictos de intereses
En 2008, cinco empresas farmacéuticas recibieron advertencias de la FDA sobre publicidad falsa y presentaciones profesionales inadecuadas relacionadas con la medicación para el TDAH. En septiembre de 2008, la FDA envió advertencias a Novartis Pharmaceuticals y Johnson & Johnson sobre anuncios de Focalin XR y Concerta en los que se exageraba la eficacia de los productos(99)(100) Se envió una advertencia similar a Shire plc con respecto a Adderall XR.
En 2008, se reveló que Joseph Biederman, de Harvard, un experto en TDAH citado con frecuencia, no informó a Harvard de que había recibido 1,6 millones de dólares de empresas farmacéuticas entre 2000 y 2007. E. Fuller Torrey, director ejecutivo del Stanley Medical Research Institute, que financia estudios psiquiátricos, afirmó: "En el ámbito de la psiquiatría infantil en particular, sabemos mucho menos de lo que deberíamos, y necesitamos desesperadamente investigaciones que no estén influidas por el dinero de la industria."
En 2014, Keith Conners, uno de los primeros defensores del reconocimiento del trastorno, se pronunció en contra del sobrediagnóstico en un artículo del New York Times. Por el contrario, una revisión de la literatura médica revisada por pares de 2014 indicó que el TDAH está infradiagnosticado en adultos.

## Estigma
Russell Barkley cree que etiquetar es un arma de doble filo; etiquetar tiene muchas trampas, pero utilizando una etiqueta precisa se puede acceder a los servicios. También cree que el etiquetado puede ayudar al individuo a comprender y tomar una decisión informada sobre la mejor forma de tratar el diagnóstico utilizando conocimientos basados en pruebas. Los estudios también demuestran que la educación de los hermanos y los padres tiene al menos un impacto a corto plazo en el resultado del tratamiento.
Barkley afirma lo siguiente sobre los derechos del TDAH: "... debido a diversas leyes que se han aprobado para protegerlos. Hay leyes de educación especial con la Ley de Estadounidenses con Discapacidades, por ejemplo, que menciona el TDAH como una condición elegible. Si se cambia la etiqueta y se vuelve a hablar de él como una simple variación del temperamento normal, estas personas perderán el acceso a estos servicios y perderán las protecciones que tanto les ha costado conseguir para no ser discriminadas".
El psiquiatra Harvey Parker, fundador de CHADD, afirma que "deberíamos celebrar el hecho de que los distritos escolares de todo el país estén empezando a comprender y reconocer a los niños con TDAH, y estén encontrando formas de tratarlos. Deberíamos celebrar el hecho de que el público en general no vea a los niños con TDAH como niños 'malos', como mocosos, sino como niños que tienen un problema que pueden superar". Sin embargo, los niños pueden ser ridiculizados en la escuela por sus compañeros por usar medicamentos psiquiátricos, incluidos los del TDAH.

## Política y medios de comunicación

### Norteamérica
En 1998, los Institutos Nacionales de Salud (National Institutes of Health, NIH) de EE. UU. publicaron una declaración de consenso sobre el diagnóstico y el tratamiento del TDAH. La declaración, aunque reconoce que el tratamiento con estimulantes es controvertido, apoya la validez del diagnóstico del TDAH y la eficacia del tratamiento con estimulantes. Sólo encontró controversia en la falta de datos suficientes sobre el uso a largo plazo de medicamentos y en la necesidad de más investigación en muchas áreas.
La validez del trabajo de muchos de los expertos en TDAH (incluido Biederman) ha sido cuestionada por Marcia Angell, ex redactora jefe del New England Journal of Medicine, en su reseña del libro "Drug Companies & Doctors: A Story of Corruption".

### Europa
El Instituto Nacional para la Excelencia Sanitaria y Asistencial (NICE) del Reino Unido concluyó que, si bien es importante reconocer el corpus de literatura académica que plantea controversias y críticas en torno al TDAH con el fin de elaborar directrices clínicas, no es posible ofrecer métodos alternativos de evaluación (es decir, CIE 10 y DSM IV) ni recomendaciones de tratamiento terapéutico. NICE afirmó que esto se debe a que las intervenciones terapéuticas y los métodos de diagnóstico actuales para el TDAH se basan en la opinión dominante de la literatura académica:133  NICE concluyó además que, a pesar de tales críticas, el TDAH representaba una condición clínica válida,:138 con factores genéticos, ambientales, neurobiológicos y demográficos,:139. El diagnóstico cuenta con un alto nivel de apoyo por parte de clínicos y autoridades médicas:
La baronesa Susan Greenfield quería una amplia investigación en la Cámara de los Lores del Reino Unido sobre el aumento dramático en el diagnóstico de TDAH en el Reino Unido y sus posibles causas. Esto siguió a un programa Panorama de la BBC que distorsionó la investigación con el fin de sugerir que los medicamentos no son eficaces a largo plazo. En 2010, la BBC Trust criticó el programa Panorama 2007 por la forma en que resumió la investigación, ya que la investigación había encontrado que había una mejora significativa con el tiempo.
Otras personas notables del Reino Unido han hecho declaraciones controvertidas sobre el TDAH. Terence Kealey, bioquímico clínico y vicerrector de la Universidad de Buckingham, ha declarado su creencia de que la medicación para el TDAH se utiliza para controlar el comportamiento rebelde de niños y niñas.
La Radiotelevisión Nacional Noruega (Norwegian National Broadcasting, NRK) emitió a principios de 2005 una breve serie de televisión sobre el aumento del uso de Ritalin y Concerta para niños. Las ventas fueron seis veces superiores en 2004 que en 2002. La serie incluía el anuncio de un exitoso programa de terapia de grupo para 127 niños no medicados de entre cuatro y ocho años, algunos con TDAH y otros con trastorno negativista desafiante.

## Lecturas complementarias
- Joseph, Jay (Diciembre 2000). «Not in Their Genes: A Critical View of the Genetics of Attention-Deficit Hyperactivity Disorder». Developmental Review (en inglés) 20 (4): 539-567. doi:10.1006/drev.2000.0511.